# به چه کسی باید شلیک کنیم؟
به چه کسی باید شلیک کنیم؟ (عربی: على مَن نطلق الرَصاص؟) یک فیلم به کارگردانی کمال الشیخ است که در سال ۱۹۷۵ منتشر شد. از بازیگران آن می‌توان به سعاد حسنی اشاره کرد.